# Acuerdo de San José
El Acuerdo de San José para la reconciliación y el fortalecimiento de la democracia en Honduras es una propuesta de mediación del expresidente de la República de Costa Rica, Óscar Arias Sánchez, ante los sucesos que ocurren en Honduras en el año 2009, debido a la Crisis Política. 
En este Acuerdo se propone la creación de un gobierno de reconciliación comandado por Manuel Zelaya, presidente destituido por el Congreso en días anteriores. También propone adelantar las elecciones que se llevarían a cabo en el mes de noviembre y amnistía a los delitos políticos cometidos en días pasados.